# Scarus fuscocaudalis
Scarus fuscocaudalis е вид бодлоперка от семейство Scaridae. Видът не е застрашен от изчезване.

## Разпространение и местообитание
Разпространен е в Гуам, Източен Тимор, Индонезия, Малайзия, Маршалови острови, Микронезия, Папуа Нова Гвинея, Провинции в КНР, Тайван, Филипини и Япония.
Обитава крайбрежията на морета и рифове. Среща се на дълбочина от 20 до 25 m, при температура на водата от 28,4 до 28,5 °C и соленост 34,5 ‰.

## Описание
На дължина достигат до 25 cm.